# سحيل جعيمة (شبام)
'

تعديل مصدري - تعديل

سحيل جعيمة هي إحدى قرى عزلة شبام بمديرية شبام التابعة لمحافظة حضرموت، بلغ تعداد سكانها 1125 نسمة حسب تعداد اليمن لعام 2004.